# Pflersch
Pflersch (italienisch Fleres) ist eine Fraktion der Gemeinde Brenner im Pflerschtal in Südtirol (Italien). Die Fraktion hat etwa 650 Einwohner. Der hintere Talteil Innerpflersch zählt aktuell rund 400 gemeldete Einwohner. Der Hauptort ist der Weiler Boden (1246 m. ü. d. M.), in dem sich die Pfarrkirche, die deutsche Grundschule, das Pfarrgasthaus (zugleich Widum), das Vereinshaus, die Garage der Bergrettung, und ein Elektrizitätswerk befindet. Ebenso gibt es zwei Hotels und mehrere Häuser mit Fremdenzimmern.
Das landschaftlich schöne, vom Pflerscher Bach entwässerte Tal wurde erst in jüngerer Zeit touristisch erschlossen wurde. Besonders davon betroffen sind die Weiler Erl und Reißenschuh. Nahe dem Talausgang befindet sich das kleine Skigebiet Ladurns. Ansonsten ist Pflersch von der bergbäuerlichen Kultur geprägt, das sich im gepflegten Landschaftsbild widerspiegelt. Früher spielte der Bergbau im Tal eine große Rolle, Stolleneingänge sind noch zu finden. Pflersch ist durch eine Buslinie mit Gossensaß und Sterzing verbunden, bis in die zweite Hälfte des 20. Jahrhunderts existierte zudem der Haltepunkt Pflersch der Brennerbahn.

## Geschichte
Die Örtlichkeit wird ersturkundlich im Jahr 1174 genannt, als der „Rainhof“ (heutiger Doppelhof Muchn, Flor und Mesner in Kog) dem Brixener Hl.-Kreuz-Spital übertragen wurde. In den Jahren 1190–1196 wird der Ort anlässlich der Besitzausstattung desselben Spitals durch Bischof Heinrich III. von Brixen als „Phlers“ urkundlich nochmals bezeugt. Siedlungen bei den Steinhöfen im innersten Talabschnitt sind bereits im 13. Jahrhundert urkundlich belegt.
Im Jahr 1929 wurde die zuvor eigenständige Gemeinde Pflersch, die die Fraktionen Inner- und Außerpflersch umfasste, mit den Nachbargemeinden Brenner und Gossensaß zur heutigen Gemeinde Brenner mit Sitz in Gossensaß zusammengelegt. Somit verschmolzen die beiden Fraktionen und bildeten die heutige Fraktion Pflersch.

## Bevölkerung
Die Einwohner des Tales werden Pflerer genannt, wobei meist die Bewohner des inneren Talteiles gemeint sind. Die Einwohner von Innerpflersch gehören zur Pfarre Pflersch, die das katholische Gotteshaus zum Hl. Antonius Abt als Pfarrkirche führt. Die Einwohner von Außerpflersch gehören jedoch zur Pfarre Gossensaß, wo sie auch begraben werden. Diese von alters her gültige Ordnung erklärt uralte Uneinigkeit der Bevölkerung, die immer noch für so manchen Zwist sorgt.
Die Bezeichnung „Pflerscher“ und die daraus resultierenden Wortkombinationen werden von den Eingesessenen als aufgedrückt empfunden.
Die meisten Berufstätigen gehen ihrer Arbeit außerhalb des Tales, in Großraum Sterzing, nach. Viele Hofbesitzer halten noch an der Viehwirtschaft im Nebenerwerb fest.

## Geographie
Im Gegensatz zu den anderen größeren Fraktionen der Gemeinde Brenner, den Straßendörfern Brenner und Gossensaß, ist Pflersch eine Streusiedlung. Die Weiler und Höfe der Fraktion erstrecken sich von Naßtal am Talbeginn bis nach Stein (1418 m). Man unterscheidet hierbei aber grundlegend in Außerpflersch und Innerpflersch, von der hießigen Bevölkerung auch „Hinterpflersch“ genannt. Die Grenze befindet sich südseitig entlang des Schreiergrabens, im Talboden bildet sie der Pflerer Bach und auf der Nordseite trennt der Öttlgraben die Talteile voneinander.

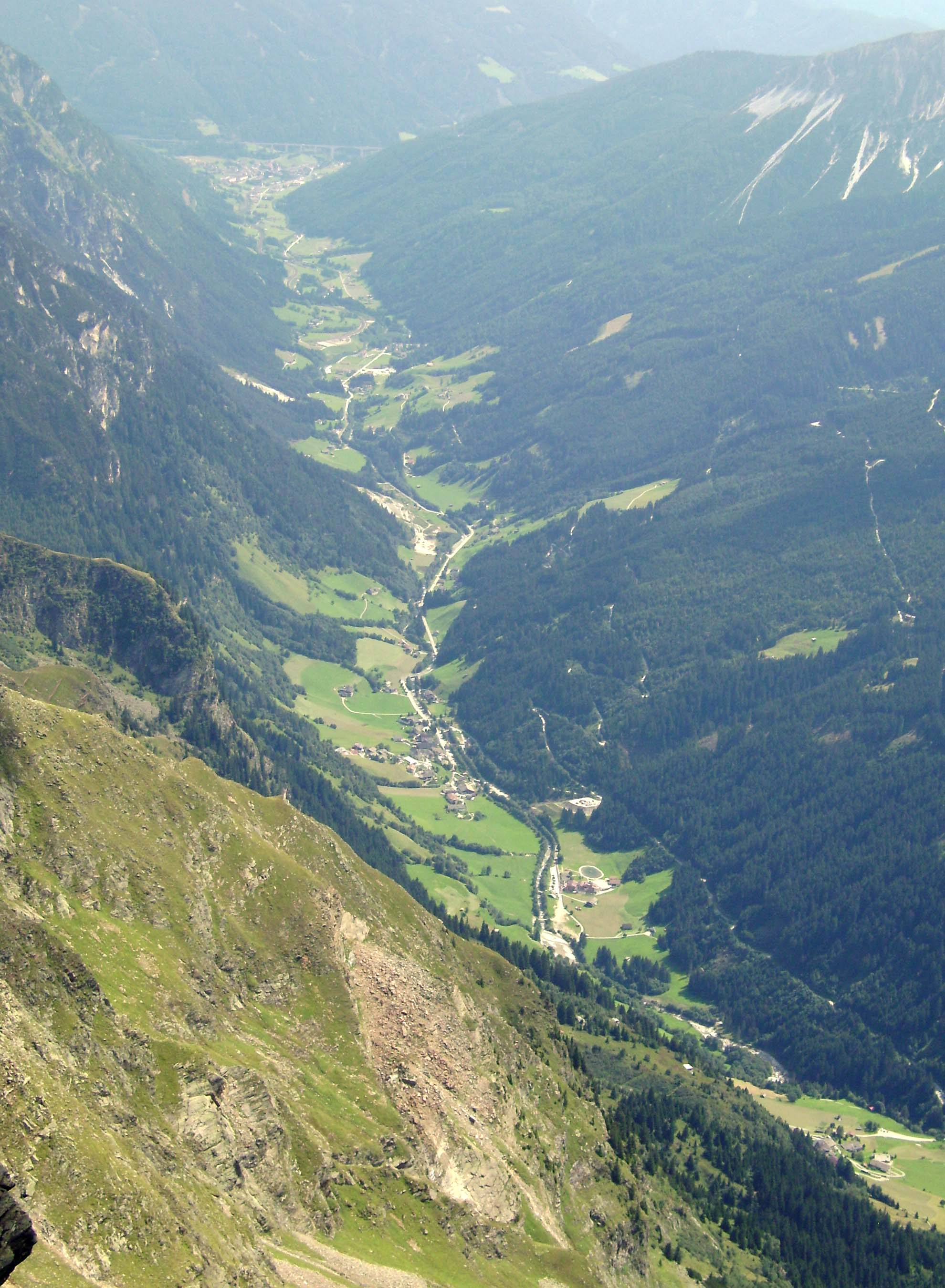
Das Pflerschtal von Westen (von der Weißwandspitze)

Der Hauptweiler von Pflersch wird zwar vom Ortsschild als St. Anton ausgewiesen, allerdings ist diese Benennung jüngeren Datums und in der ansässigen Bevölkerung nicht gebräuchlich. Der historische Ortsnamen Boden taucht bereits im Jahre 1336 auf. Im Rahmen der faschistischen Italianisierung Südtirols wurde Boden kurzerhand in S. Antonio umbenannt. Diese Neuprägung wurde vom Patrozinium der dem Hl. Antonius geweihten Pfarrkirche abgeleitet. Als in der Nachkriegszeit der amtliche Gebrauch deutscher Ortsnamen wieder erlaubt wurde, schlich sich in Unkenntnis des eigentlichen historischen Toponyms die deutsche Rückübersetzung St. Anton in amtliche Dokumente ein.
Die Weiler von Außerpflersch sind Gattern, Naßtal ("Nåßtol"), Schlag ("Schlog"), Vallming ("Vålleming"), Säge ("Soge"), Kiesersengern und Ast. Die Weiler von Innerpflersch sind: Reißenschuh ("Reißnschuech"), Hinterförch ("Hinterferch"), Aue, Bichl, Außeranichen ("Außerunichn"), Anichen ("Unichn"), Raut, Noppenaue ("Noppmaue"), Hof ("Heuf"), Arztal ("Årtztol"), Blasbichl ("Blåßbichl"), Tschingl, Boden ("Beudn"), Kog, Erl, Innerstein ("Hinterstuen") und Außerstein (Außerstuen"). Die in Klammer gesetzten Bezeichnungen entsprechen der mundartlichen Aussprache, die restlichen werden gesprochen wie sie geschrieben werden. Das "Å"/"å" ist ein typisch tirolerischer, häufig benutzter Buchstabe bzw. Laut innerhalb eines dialektal gesprochenen oder geschriebenen Wortes. Es handelt sich hierbei um eine Mischform die in der Aussprache zwischen dem "A" und dem "O" liegt.
Wie in fast allen Tälern Tirols sind die Bergeshöhen von Mahder und Almen geprägt. Die mittlerweile vielfach verwachsenen Mahdflächen erstrecken sich über die ganze Sonnenseite, wo die schiere Steilheit der Felsabgründe und die früher viel gepflegte Waldweide sie nicht in die Schranken weißen. Auch auf der Schattenseite, Nederseite genannt, erstrecken sich in den Hochtälern und auf Bergesrücken größere Mahdgebiete. Die Almen liegen meist zwischen oder oberhalb der Mahder. Innerpflersch ist besonders reich an Almen, angefangen auf der Nordseite: Unterport, Wildgrube, Salwand und die Schaferalpe. Im ausladenden Talschluss: Furt. Und auf der Südseite: Gruben, Lidofens, Allrieß, Toffring und Ladurns. Fast alle Almen sind in Besitz von Alpinterressentschaften mit mehreren Eigentümern. Der untere Teil der Südseite bildet ein geschlossenes Waldgebiet, der vorwiegend aus Fichten und Lärchen besteht und größtenteils der Waldinterressentschaft Pflersch zu eigen ist.

## Talleben
Die vielseitigen Interessen der „Pflerer“ spiegeln sich auch im blühenden Vereinsleben wider. In Innerpflersch gibt es einen Kirchenchor, eine Schützenkompanie, eine Musikkapelle, einen Theaterverein, einen Fußball-Freizeit-Club, eine AVS-Ortsstelle und eine KVW-Ortsgruppe. Die hiesige Freiwillige Feuerwehr ist ein Zusammenschluss aus Feuerwehrleuten von Inner- und Außerpflersch, die den Sitz in Innerpflersch hat. Gleichermaßen in einem Bunde sind die beiden Talteile bei der Waldinteressentschaft und Elektrizitätsgenossenschaft, wobei fast alle Haushalte einbezogen und Mitglied sind. Die Organisationen, die die Bevölkerung mit heimischen Holz und Strom versorgen, haben den Sitz in Anichen zu Innerpflersch. In Innerpflersch gibt es außerdem noch zwei Volksmusikgruppen: Die „Maschlmusig“ von Bichl, die „Pflerer Gitschn“ und es ist auch eine Raffelemusig mit dem Namen „Bandlkraler“ vertreten.
Auch „Außerpflerer“, die nicht bei den letztgenannten Vereinigungen mitwirken, schenken ihre Zeit einem Verein; sie schließen sich meist einem aus Gossensaß an. Dies hängt wiederum mit der kirchlichen Angehörigkeit zu Gossensaß zusammen. Es existieren zudem Vereinigungen, die Leute aus Innerpflersch, Außerpflersch und dem restlichen Gemeindegebiet zusammenbringen, wie Bergrettung, Ortsbauernrat, Bäuerinnenorganisation, Bauernjugend, Imkerverein und Jagdverein.
Die einzige Bildungseinrichtung des Tals ist heute die Grundschule in Innerpflersch. Jene in Außerpflersch musste 2010 aufgrund zu geringer Einschreibungszahlen geschlossen werden.

## Persönlichkeiten
- Jakob Eisendle (1811–1888), Bauer, Mechaniker und Erfinder
- Paul Rainer (1936–2015), Theologe, Domkanoniker zu Brixen, Landeskurat des SSB, Direktor des Vinzentinum
- Maria Elisabeth Brunner (* 1957), Germanistin
- Patrick Staudacher (* 1980), ehemaliger Skirennläufer und Weltmeister im Super-G